# Claude Étienne Delvincourt
Claude Étienne Delvincourt (Parigi, 4 settembre 1762 – Parigi, 23 ottobre 1831) è stato un giurista francese.

Istituzioni di diritto commerciale, 1818
(Fondazione Mansutti, Milano).

Fu professore di diritto civile all'Università di Parigi, di cui fu anche preside della facoltà di giurisprudenza. La sua carriera accademia fu interrotta dalla Rivoluzione francese, portandolo a ripiegare come impiegato al Ministero della Marina. Con la rifondazione della facoltà nel 1808, riottenne la cattedra fino alla Rivoluzione del 1830. Durante i suoi anni d'insegnamento scrisse un commentario del Codice Napoleonico e diede alle stampe l'opera Institutes de droit civil français in tre tomi, ristampati in più occasioni dal 1808 al 1824. Nei suoi lavori diede maggior risalto allo spirito della legge, interpretata secondo la morale cristiana e il diritto naturale. Scrisse anche Institutes de droit commercial, un'opera dedicata al diritto commerciale, redatta tra il 1810 e il 1818, di cui esiste una traduzione italiana edita a Napoli e di cui una copia è conservata alla Fondazione Mansutti di Milano.